# Piper misantlense
Piper misantlense är en pepparväxtart som beskrevs av C. Dc.. Piper misantlense ingår i släktet Piper och familjen pepparväxter. Inga underarter finns listade i Catalogue of Life.